# Лоран, Жан-Люк
Жан-Люк Лоран (фр. Jean-Luc Laurent, 23 июня 1957 года, Париж — 11 января 2024 года, Ле-Плесси-Робинсон, Франция)  — французский политик, член партии Республиканское и гражданское движение. Член парламента от 10-го избирательного округа Валь-де-Марн с 2012 по 2017 год. Был мэром Кремлен-Бисетра с 1995 по 2016 год и с 2020 года до своей смерти. Придерживался социалистических и суверенных взглядов, в 2003 году был первым национальным секретарем Республиканского и гражданского движения (MRC), а в 2010 году занял пост его президента.

## Биография
Родился 23 июня 1957 года в столице Франции, Париже.

## Политическая карьера
Жан-Люк Лоран был членом Социалистической партии с 1977 по 1993 год. Он присоединился к Центру социалистических исследований, разработок и образования (CERES), движению, возглавляемому Жаном-Пьером Шевенманом, которое в 1986 году стало движением «Социализм и Республика».
Лоран участвовал в создании Гражданского движения в апреле 1993 года, генеральным секретарем которого он был, затем стал первым национальным секретарем Республиканского и Гражданского движения (MRC) с момента его основания 26 января 2003 года и по 27 ноября 2004 года. На съезде в Ле-Кремлен-Бисетре в июне 2008 года он исполнял обязанности национального секретаря, отвечающего за организацию и координацию партии. 27 июня 2010 года он был избран президентом MRC, набрав 91,7 % голосов, сменив на этом посту сенатора Жана-Пьера Шевенмана.
Избранный в качестве оппозиционера в Ле-Кремлен-Бисетре в 1983 году, он стал мэром в 1995 году, был переизбран в 2001 году, в 2008 году в первом туре, набрав почти 58 % голосов, затем в 2014 году. Он объявил о своей отставке с поста мэра в январе 2016 года в пользу своего первого заместителя Жана-Марка Николя, который, как и сам Лоран, «всегда» жил в городе.
Избранный в 1986 году региональным советником, он участвовал в победе левых в 1998 году в Иль-де-Франс и был специальным делегатом в Большом Париже, занимая до этого пост вице-президента по вопросам жилищного строительства, городского обновления и земельных ресурсов. Он также был председателем Европейского парламентского союза Иль-де-Франс с момента его создания до июля 2012 года.
Будучи кандидатом на выборах в законодательный орган в июне 2012 года в десятом избирательном округе Валь-де-Марн, Жан-Люк Лоран победил в первом туре последнего депутата-коммуниста департамента Пьера Госна. Набрав 10 810 голосов, он вышел во второй тур, набрав 33,33 % голосов. Его оппонент объявил о снятии своей кандидатуры на следующий день, в результате чего 17 июня Лоран остался единственным кандидатом, поскольку остальные кандидаты не набрали 12,5 % голосов для регистрации в первом туре. В результате он был избран депутатом по 10-му избирательному округу Валь-де-Марн. В день своей победы он заявил, что уйдет в отставку с поста специального представителя президента по Большому Парижу и Парижскому региону после накопления мандатов. Его отставка была официально объявлена 12 июля 2012 года на заседании постоянного комитета регионального совета Иль-де-Франс.
Мэр Кремлен-Бисетра с 1995 года Жан-Люк Лоран ушёл в отставку с поста мэра 7 января 2016 года. Муниципальный совет избрал его первым заместителем Жан-Марка Николя в качестве преемника. Будучи членом парламента, он тем не менее остался муниципальным советником и территориальным советником.
Будучи кандидатом на переизбрание на выборах в законодательные органы 2017 года, он потерпел поражение в первом туре, набрав 12,58 % голосов (4-е место). Его преемницей становится Матильда Пано, кандидат от партии «Непокоренная Франция» (LFI). Затем он присоединился к Республиканской и Социалистической левой партии, отколовшейся от Социалистической партии, близкой к LFI.
Возглавив список на муниципальных выборах 2020 года, он был переизбран мэром Ле-Кремлен-Бисетра после того, как его список получил 34,2 % голосов во втором туре в трехстороннем состязании.
Жан-Люк Лоран умер в больнице Мари-Ланнелонг в Ле-Плесси-Робинсон 11 января 2024 года от остановки сердца после перенесенного им первого сердечного приступа 21 декабря 2023 года в возрасте 66 лет.